# Utnäsbosjön
Utnäsbosjön är en sjö i Hudiksvalls kommun i Hälsingland och ingår i Nianåns huvudavrinningsområde. Sjön är 8,1 meter djup, har en yta på 0,196 kvadratkilometer och befinner sig 72 meter över havet. Sjön avvattnas av vattendraget Kakelbäcken.

## Delavrinningsområde
Utnäsbosjön ingår i det delavrinningsområde (683555-155736) som SMHI kallar för Utloppet av Utnäsbosjön. Medelhöjden är 108 meter över havet och ytan är 2,88 kvadratkilometer. Räknas de 2 avrinningsområdena uppströms in blir den ackumulerade arean 8,94 kvadratkilometer. Kakelbäcken som avvattnar avrinningsområdet har biflödesordning 2, vilket innebär att vattnet flödar genom totalt 2 vattendrag innan det når havet efter 14 kilometer. Avrinningsområdet består mestadels av skog (84 procent). Avrinningsområdet har 0,2 kvadratkilometer vattenytor vilket ger det en sjöprocent på 6,8 procent.